# Джегу
Джегу (англ. jegu) — идиом восточночадской ветви чадской семьи, распространённый в центральной части Чада в регионе Гера.
Как самостоятельный язык в составе группы языков муби джегу представлен в классификации чешского лингвиста Вацлава Блажека, в классификации, опубликованной в работе С. А. Бурлак и С. А. Старостина «Сравнительно-историческое языкознание» и в классификации чадских языков в статье В. Я. Порхомовского «Чадские языки», опубликованной в лингвистическом энциклопедическом словаре. Наиболее близок языкам биргит, каджаксе, масмадже, муби, торам и зиренкель.
В классификации афразийских языков британского лингвиста Роджера Бленча и в классификации, представленной в справочнике языков мира Ethnologue, джегу рассматривается как диалект языка могум в составе группы языков дангла (в справочнике Ethnologue в составе подгруппы B1.1 группы B) восточночадской языковой ветви. Джегу также является этнонимом народа, говорящего на языке джонкор бурматагуил.